# Lorgies
Lorgies település Franciaországban, Pas-de-Calais megyében. Lakosainak száma 1630 fő (2022. január 1.). Lorgies Aubers, La Bassée, Illies, Neuve-Chapelle, Richebourg és Violaines községekkel határos.

## Népesség
A település népességének változása:
| Lakosok száma | 1591 | 1585 | 1603 | 1586 | 1572 | 1568 | 1589 | 1609 | 1630 |
|               | 2013 | 2015 | 2016 | 2017 | 2018 | 2019 | 2020 | 2021 | 2022 |